# Lixheim
Lixheim és un municipi francès, situat al departament del Mosel·la i a la regió del Gran Est. L'any 2007 tenia 559 habitants.

## Demografia

### Població
El 2007 la població de fet de Lixheim era de 559 persones. Hi havia 232 famílies, de les quals 64 eren unipersonals (32 homes vivint sols i 32 dones vivint soles), 68 parelles sense fills, 88 parelles amb fills i 12 famílies monoparentals amb fills.
La població ha evolucionat segons el següent gràfic:
Habitants censats

### Habitatges
El 2007 hi havia 271 habitatges, 230 eren l'habitatge principal de la família, 3 eren segones residències i 38 estaven desocupats. 196 eren cases i 74 eren apartaments. Dels 230 habitatges principals, 148 estaven ocupats pels seus propietaris, 67 estaven llogats i ocupats pels llogaters i 15 estaven cedits a títol gratuït; 2 tenien una cambra, 24 en tenien dues, 35 en tenien tres, 45 en tenien quatre i 124 en tenien cinc o més. 169 habitatges disposaven pel capbaix d'una plaça de pàrquing. A 90 habitatges hi havia un automòbil i a 107 n'hi havia dos o més.

### Piràmide de població
La piràmide de població per edats i sexe el 2009 era:
| Homes | Edats   | Dones |
| ----- | ------- | ----- |
| 0     | 95 o +  | 0     |
| 0     | 90 a 94 | 0     |
| 0     | 85 a 89 | 8     |
| 4     | 80 a 84 | 0     |
| 4     | 75 a 79 | 8     |
| 16    | 70 a 74 | 36    |
| 12    | 65 a 69 | 4     |
| 12    | 60 a 64 | 8     |
| 12    | 55 a 59 | 12    |
| 32    | 50 a 54 | 16    |
| 16    | 45 a 49 | 12    |
| 20    | 40 a 44 | 32    |
| 24    | 35 a 39 | 20    |
| 20    | 30 a 34 | 20    |
| 20    | 25 a 29 | 16    |
| 12    | 20 a 24 | 16    |
| 28    | 15 a 19 | 12    |
| 28    | 10 a 14 | 24    |
| 20    | 5 a 9   | 20    |
| 8     | 0 a 4   | 12    |

## Economia
El 2007 la població en edat de treballar era de 376 persones, 283 eren actives i 93 eren inactives. De les 283 persones actives 262 estaven ocupades (152 homes i 110 dones) i 21 estaven aturades (10 homes i 11 dones). De les 93 persones inactives 32 estaven jubilades, 17 estaven estudiant i 44 estaven classificades com a «altres inactius».

### Ingressos
El 2009 a Lixheim hi havia 238 unitats fiscals que integraven 588 persones, la mediana anual d'ingressos fiscals per persona era de 16.607 €.

### Activitats econòmiques
Dels 13 establiments que hi havia el 2007, 2 eren d'empreses alimentàries, 1 d'una empresa de fabricació de material elèctric, 1 d'una empresa de construcció, 4 d'empreses de comerç i reparació d'automòbils, 1 d'una empresa financera, 3 d'empreses immobiliàries i 1 d'una empresa classificada com a «altres activitats de serveis».
Dels 5 establiments de servei als particulars que hi havia el 2009, 1 era una oficina bancària, 1 taller de reparació d'automòbils i de material agrícola, 1 fusteria, 1 perruqueria i 1 agència immobiliària.
Els 2 establiments comercials que hi havia el 2009 eren fleques.
L'any 2000 a Lixheim hi havia 6 explotacions agrícoles.

## Equipaments sanitaris i escolars
El 2009 hi havia una escola elemental integrada dins d'un grup escolar amb les comunes properes formant una escola dispersa.

## Poblacions més properes
El següent diagrama mostra les poblacions més properes.